# Cromosoma 15
El cromosoma 15 és un dels 23 parells de cromosomes del cariotip humà. La població té, en condicions normals, dues còpies d'aquest cromosoma. El cromosoma 15 té al voltant de 106 milions de parells de bases, que representen entre el 3 i el 3,5% de l'ADN total de la cèl·lula.

## Gens

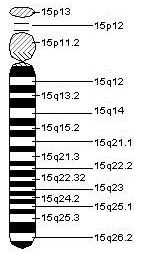
Cromosoma 15 humà

El cromosoma 15 alberga una quantitat estimada d'entre 700 i 900 gens. Alguns d'aquests gens són:
- Fah: fumarilacetoacetat hidrolasa (fumarilacetoacetasa)
- FBN1: fibrilina 1 (síndrome de Marfan)
- HEXA: hexosaminidasa A (polipèptids alfa)
- IVD: isovaleril-coenzim A deshidrogenasa
- MCPH4: microcefàlia
- NKCC2: Cotransportador Na-K-2cl del ronyó
- OCA2
- RAD51: RAD51 homòleg (reca homòleg, E. coli) (S. cerevisiae)
- STRC: Estereocilina
- UBE3A: Ubiquitin-proteíin-lligues E3A (proteïna virus del papil·loma humà E6-associada, síndrome d'Angelman)
- PML: proteïna de leucèmia promielocítica
- SLC24A5
- EYCL3: Color d'ulls 3, marró - localització: 15q11-Q15 (nota: el color dels ulls és un caràcter genètic poligènic)

## Malalties
Els següents trastorns estan relacionats amb canvis en el nombre o l'estructura del cromosoma 15:
- Síndrome de Angelman.
- Síndrome de Prader-Willi.
- Síndrome del cromosoma 15 isodicèntric.
- Colèstasi dissociada o síndrome d'Aagenaes.

Els següents trastorns estan relacionats amb gens localitzats en el cromosoma 15:
- Síndrome de Bloom.
- Càncer de mama.
- Acidèmia isovalèrica.
- Síndrome de Marfan.
- Sordesa no sindrómica.
- Malaltia de Tay-Sachs.
- Tirosinèmia.